# Ліндісфарнський замок
Ліндісфарнський замок (англ. Lindisfarne Castle) — середньовічний замок в графстві Нортумберленд, Англія.
Замок побудований на вершині пагорба на острові Ліндісфарн, який також називають Святим островом.

## Історія

Ліндісфарнський замок

635 року Святий Айден заснував на острові чернечу обитель та прожив там 16 років.
Розташування острова робило його вразливим для нападу, тому Генріх VIII розпустив монастир (в рамках свого розриву з католицизмом). А 1550 року на острові побудували замок.
Під час правління Єлизавети I Ліндісфарн був значно укріплений. Замок втратив своє стратегічне значення, коли на англійський престол вступив шотландський король Яків VI, проте деякий час в Ліндісфарні, як і раніше, розміщувався охоронний гарнізон.
У XVIII столітті Ліндісфарн зайняли якобіти. Солдати з Беріка швидко відбили замок та кинули заколотників за ґрати, однак тим вдалося втекти через підземний хід і сховатися в замку Бамбурга.
Згодом замок використовувався як спостережний пункт берегової охорони, а 1901 року його придбав Едуард Гадсон, газетний магнат та видавець журналу Country Life magazine. На замовлення Гадсона реставрацією замку займався архітектор Едвін Лаченс.